# Virginia Raggi
Virginia Elena Raggi (pronunciació italiana: [virˈdʒiːnja ˈraddʒi]; Roma, 18 de juliol de 1978) és una advocada italiana i alcaldessa de Roma entre 2016 i 2021, la primera dona a ocupar aquest càrrec.

## Biografia
Com a membre del Moviment 5 Estrelles, Raggi va ser elegida (amb Marcello De Vito i dos altres col·legues) a l'ajuntament de Roma en les eleccions municipals de 2013. Després de tres anys com a regidora en l'oposició a l'alcaldia d'Ignazio Marino (membre del Partit Democràtic), es va produir la dimissió de l'alcalde i Raggi va guanyar les primàries davant Marcello De Vito, candidat del partit a Alcalde el 2013, i altres 200 candidats per les eleccions a l'alcaldia de Roma de juny 2016. Raggi va prometre lluitar contra la corrupció després de l'escàndol criminal amb els contractes de licitació de la ciutat".
En les eleccions de juny, Raggi i el seu partit (Moviment 5 Estrelles, M5S) van entrar en primer lloc a la primera ronda de votació (5 de juny de 2016), acumulant més d'un 35 per cent del vot. En la segona ronda de votacions (19 de juny de 2016), Raggi es va enfrontar a Roberto Giachetti, membre del Partit Democràtic (PD) i Vicepresident de la Cambra dels Diputats en la Legislatura de XVII, qui va obtenir més del 24 per cent dels vots a la primera ronda. Raggi va guanyar la segona ronda amb més del 67 per cent del vot; esdevenint la primera dona i primer membre de M5S que arriba a l'oficina de Campidoglio (Alcaldia de Roma).
Raggi està casada i té un nen, nascut el 2009.